# Julija Gavrilovová
Julija Petrovna Gavrilovová (* 20. července 1989 Novosibirsk, Sovětský svaz) je ruská sportovní šermířka, která se specializuje na šerm šavlí.
Rusko reprezentuje od prvního desetiletí jednadvacátého století. Na olympijských hrách startovala v roce 2012 a 2016 v soutěži jednotlivkyň a družstev. V roce 2011 obsadila třetí místo na mistrovství světa a Evropy v soutěži jednotlivkyň. S ruským družstvem šavlistek vybojovala na olympijských hrách 2016 zlatou olympijskou medaili a s družstvem vybojovala celkem čtyři tituly (2010, 2011, 2012, 2015) mistryň světa a čtyři tituly (2012, 2013, 2015, 2016) mistryň Evropy.